# Oblężenie Salvador de Bahia
Oblężenie Salvador de Bahia – starcie zbrojne, które miało miejsce w roku 1638 w trakcie holendersko-portugalskiej wojny kolonialnej.
Do bitwy doszło w roku 1638, kiedy to książę Maurycy de Nassau na czele 40 okrętów i 2 000 ludzi przybył pod Bahię, wysadzając desant. Trwające ponad miesiąc oblężenie i próba szturmu na miasto nie powiodły się, w wyniku czego Maurycy zakończył dnia 25 maja oblężenie i odpłynął do Pernambuco.